# Jose Abad Santos (rechter)

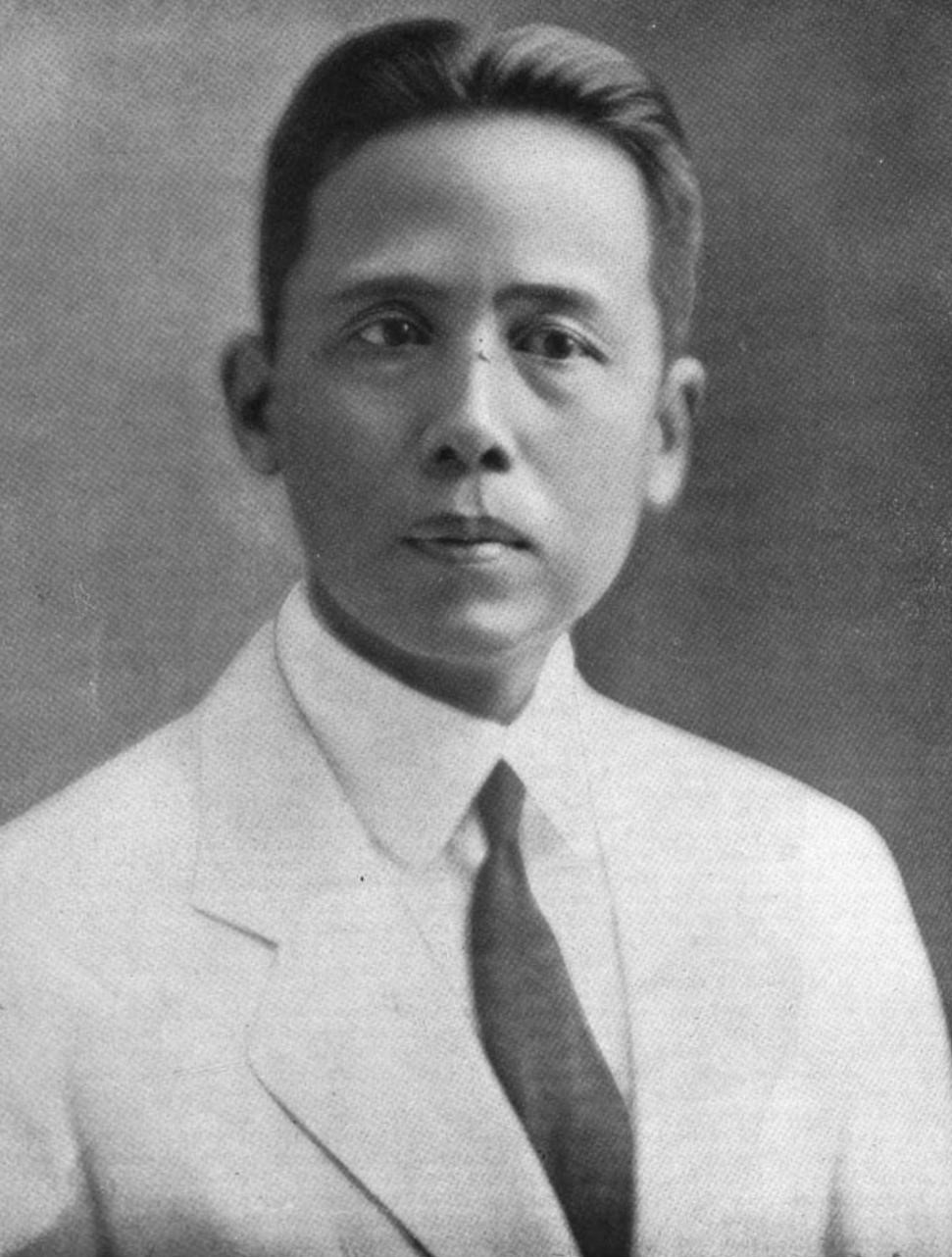
Jose Abad Santos

Jose Abad Santos (San Fernando, 19 februari 1886 - Malabang, 2 mei 1942) was een Filipijnse rechter en de 5e opperrechter van het Filipijnse hooggerechtshof. Hij was een aantal jaar Minister van Justitie onder het Amerikaanse bewind. Abas Santos werd in de Tweede Wereldoorlog door de Japanners geëxecuteerd.
Abas Santos werd op 24 december 1941 aangesteld als opperrechter door president Manuel Quezon als opvolger van Ramon Avanceña. Voor zijn benoeming tot opperrechter was Santos al 9 jaar rechter van het hooggerechtshof. Toen Quezon, bij de uitbraak van de Tweede Wereldoorlog, vlak voor de bezetting door de Japanners naar de Verenigde Staten vertrok kreeg Abas Santos de mogelijkheid om met hem mee te gaan. Hij verkoos echter om bij zijn familie achter te blijven in de Filipijnen. Quezon benoemde hem daarop plaatsvervangend president met de bevoegdheid om de presidentiële bevoegdheden uit te oefenen in gebieden die niet door de Japanners bezet waren. Op 11 april 1942 werd Abas Santos samen met zijn zoon Santos jr. in Carcar op het eiland Cebu door de Japanners opgepakt. Toen hij weigerde met de Japanners te collaboreren, werd hij samen met zijn zoon naar Malabang in Lanao gebracht, waar hij op 2 mei 1942 werd gefusilleerd. Voor zijn executie mocht hij nog enkele laatste woorden met zijn zoon wisselen. Hij zei hem "Huil niet, Pepito, laat deze mensen zien dat je moedig bent. Het is een eer om te sterven voor je land. Niet iedereen krijgt die kans".

## Bron
- Profiel van Jose Abad Santos, Website Filipijns hooggerechtshof.

Cayetano Arellano · Victorino Mapa · Manuel Araullo · Ramon Avanceña · Jose Abad Santos · José Yulo · Manuel Moran · Ricardo Paras jr. · Cesar Bengzon · Roberto Concepcion · Querube Makalintal · Fred Castro · Enrique Fernando · Felix Makasiar · Ramon Aquino · Claudio Teehankee sr. · Pedro Yap · Marcelo Fernan · Andres Narvasa · Hilario Davide jr. · Artemio Panganiban · Reynato Puno · Renato Corona · Maria Lourdes Sereno · De Castro
- International Standard Name Identifier: 0000 0000 2707 3278
- Library of Congress Control Number: n86077814
- Nederlandse Thesaurus van Auteursnamen: 070265429
- Système universitaire de documentation: 248532847
- Virtual International Authority File: 50706804
- WorldCat: E39PBJyRF6XfxyrpQdwHC86xjC